# ایفنروده
ایفنروده (به آلمانی: Ivenrode) یک منطقهٔ مسکونی در آلمان است که در التنهاسن واقع شده‌است. ایفنروده ۵۱۰ نفر جمعیت دارد.